# Guilherme VI de Monferrato
Guilherme VI de Monferrato foi marquês de Monferrato de 1207 a 1225. Era o único filho do marquês Bonifácio I de Monferrato e da sua mulher Elena di Busca (1145 – 1204).

## Biografia

### Juventude
Participou de diversas campanhas militares com seu pai. Em 1191, combate os astigianos próximo a Montiglio. Entre 1193 e 1199, compareceu a muitos atos públicos junto com seu pai. Em 12 de junho de 1199, nos acordos estipulados com Acqui Terme, acertou-se que, substituindo Bonifácio, estaria na cidade com 20 cavaleiros para combater contra os alexandrinos e em 27 de outubro estava presente próximo Saluggia nos pactos estipulados com a comuna de Vercelli.
Em 9 de agosto de 1202 casou-se com Berta di Clavesana (1180 – 1224), filha de Bonifácio (marquês de Clavesana), conde de Cortemiglia.

### Marquês de Monferrato
O pai Bonifácio partiu para as Cruzadas e cumpriu a promessa feita às comunas de Asti e Alexandria (Itália) de fazer seu filho marquês de Monferrato a pleno título.
Logo Guilherme deveria voltar sua atenção em direção a Asti, protegida pelos milaneses, que estava tornando-se cada vez mais potente e com a qual já havia tido combates ferozes. Em agosto de 1203, com a morte de seu pai, Guilherme fez um acordo com as comunas de Alba e Alexandria contra Asti.  Mas, seja por pouca perseverança dos aliados ou pelas cessões feitas por Guilherme, ele teve que reconhecer a derrota em abril de 1286: o tratado de paz, porém, não parecia muito pesado aos monferrinos. Apesar disso, o estado, depois de anos e anos de guerra, parecia, como escreveu Oregio Alfieri, "gravado pela guerra e incapaz de sustentá-la".
Uma vez aceito o tratado também pelos aliados, Guilherme se comprometeu a fazê-lo retificar também por Bonifácio, mas ele já havia morrido nas Cruzadas. Com a morte de Bonifácio, a sucessão ao trono do Reino de Salonica coube ao irmão de Guilherme, Demétrio.

### Guilherme contra o império
Por tradição, oa alerâmicos eram da facção gibelina, ferozes apoiadores do partido Hohenstaufen. Conrado de Monferrato era ainda parente de Frederico Barbarossa. Porém Guilherme aproximou-se do opositor imperial Oto IV de Brunsvique.  Na realidade, se bem que tivesse estreitado aliança e tivessem previsto algumas campanhas, Guilherme deveria desiludir-se de seu protetor, do qual se esperava muito mais. As poucas campanhas feitas sob suas ordens foram dirigidas contra pequenos potentados e a única com sucesso foi o saque de Cuneo.

### Guilherme se associa aos Hohenstaufen
Novamente em seguida a Oto IV de Brunsvique na dieta de Lodi, logo abandonou definitivamente seu aliado preferindo Frederico II da Suábia: em 14 de julho de 1212, junto com outros representantes do partido Hohenstaufen, recebeu com todas as honras Frederico em Gênova. Dali, guiou-o através de suas terras e o conduziu até a Germânia.
Participando do Quarto Concílio de Latrão em 1215, ele apoiou a causa de Frederico contra Oto IV. Muitas vezes esteve em terras alemãs por vontade de Frederico II, e durante essas suas ausências os seus inimigos tentaram, sem resultado, apossar-se das terras monferrinas. Os acontecimentos daqueles anos o viram muitas vezes empenhado em longas lutas contra Asti e Alexandria, sem jamais obter grandes resultados. Mas nele estava nascendo o desejo de vingar-se do pai e lançar-se à cruzada.

### Guilherme e o oriente
Com o desejo de vingar o pai morto nas Cruzadas, Guilherme (incitado também por seus menestréis e em particular Elia Carel), decidiu partir para o Oriente bem consciente da pouca ajuda que poderia aportar. O papa Onório III o convenceu a guiar a expediçãp cruzada contra o Egito, mas a chegada de Demétrio de Monferrato à Itália o convence a modificar o objetivo da missão e a redirecioná-la à cidade grega de Salonica.
Declarando-se muitas vezes pronto a partir, teve que frequentemente permanecer devido às ameaças dos seus inimigos no Piemonte e das restrições econômicas que o obrigaram a empenhar a marca de Monferrato nas mãos do imperador Frederico II da Suábia (tratado de Catânia de 1224): conseguiu enfim convencer algumas cidades a fornecerem homens para a cruzada.
Em fevereiro de 1223 estava ao lado de Frederico II em Capua, Ferentino e 
Sora: a expedição ao oriente, ao contrário, foi retardada até ao menos 1225, quando decidiu-se a partida de Brindisi: no momento de soltar as amarra, porém, ele sentiu-se mal e tudo foi bloqueado ao menos até a primavera de 1226. Quando por fim, sob pressão do papa Honório IIIo exército se move, os contínuos atrasos e desorganização foram fatais para o êxito do empreendimento. Guilherme morreu em torno de 17 de setembro próximo ao porto grego de Halmiros. O exército adoeceu de disenteria e se desintegrou.

## Arte
Muitos contestam a Guilherme VI e seus modestos horizontes. A expedição oriental, nunca realizada, foi motivada também pelas críticas contra o marquês pelos trovadores provençais que antes eram ligados à corte monferrina. Os feitos de Bonifácio I de Monferrato e Conrado de Monferrato na Terra Santa eram cantados pelos poetas trovadores até que, desiludidos pelas guerras de Guilherme, decidiram abandonar o território alerâmico.

## Matrimônio e descendência
De Berta de Clavesana, Guilherme teve:
- Bonifácio (1203 – 1254), que o sucedeu no governo;
- Beatriz de Monferrato (1204 – 1274) que foi esposa primeiro (1219) de Andrea Ghigo di Borgogna (1184 – 1237) e depois de Giovanni II di Chatillon;
- Alice del Monferrato (1210 – 1233), que casou-se por procuração (1230) com Enrico I di Lusignano.